# Южноаличурски хребет
Южноаличурският хребет (на руски: Южно-Аличурский хребет) е планински хребет в южната част на Памир, разположен на територията на Таджикистан. Простира се от запад на изток на протежение около 150 km, между реките Памир (дясна съставяща на Пяндж) на юг и Аличур (горното течение на Гунт) на север. На запад се свързва с хребетите Шахдарински и Шугнански, на северозапад проходите Кайтезек (4272 m) и Тагаркати (4168 m) го отделят от планината Богчигир, а на изток прохода Янгидаван (4427 m) го отделя от Ваханския хребет. Максимална височина връх Кизилданги 5738 m, (37°24′02″ с. ш. 72°50′36″ и. д. / 37.400556° с. ш. 72.843333° и. д.), разположен в западната му част. Изграден е основно от гнайси е кристалинни шисти. Склоновете му са покрити с планински степи и планински пустини. Най-високите му части са заети от фирнови полета и ледници с обща площ 68 km².

## Топографска карта
- J-43-В М 1:500000[2]